# Invention
Invention (latin), egentligen uppfinning, är en, framförallt av Johan Sebastian Bach, använd benämning för korta klaverstycken av imiterande karaktär. Bach skrev två samlingar av inventioner, avsedda som material för både komposition- och spelstudier. Varje samling är ordnad efter stigande tonart och omfattar var och en åtta dur- och sju mollstycken.